# 李繼崇
李继崇（?—?），中国五代十国时将领，岐王李茂贞的侄子，一说是儿子。

## 生平
李继崇任秦州节度使，前蜀高祖王建的女儿普慈公主嫁给了他。普慈公主把书信写在白绢上，派宦官宋光嗣送给王建，说李继崇骄矜嗜酒，请求回成都，王建召回普慈公主。911年正月廿六日，普慈公主到达成都後，王建把她留下。岐王李茂贞勃然大怒，与前蜀断绝交往。李茂贞派刘知俊、李继崇率兵攻前蜀，八月廿四日，前蜀王宗侃、王宗贺、唐道袭、王宗绍在青泥岭败于岐兵，王宗侃、王宗贺等收集残兵退守西县保守，刘知俊、李继崇追赶包围西县。十一月，石简向李茂贞说刘知俊的坏话，岐王夺去刘知俊的兵权。李继崇对岐王说：“刘知俊是壮士，处境困难时来归顺，不应因谗言罢免。”岐王于是杀了石简，安抚刘知俊。李继崇召刘知俊全族到秦州居住。915年十一月十八日，前蜀王宗绾攻下成州，前蜀军行至上染坊，李继崇派儿子李彦秀拿牌印迎降前蜀军。916年正月，前蜀王建任命李继崇为武泰节度使、兼中书令、陇西王。李继崇后事不详。